# Ludovico di Breme
Ludovico di Breme (Turin, 15 juin 1781  – Turin, 15 août 1820), dont le nom complet est Ludovico Arborio Gattinara dei Marchesi di Breme, était un écrivain et penseur italien.
Chapelain d’Eugène de Beauharnais lorsque celui-ci était vice-roi d’Italie, il quitte tout usage politique avec la nouvelle domination autrichienne, mais il se consacre à l'écriture de pamphlets et de deux tragédies: "Ida" et "Ernestina", composes en 1815-1816 en contemporaine avec son amour pour l'actrice Carlotta Marchionni et collabora ensuite au journal libéral de Milan Il Conciliatore
Il a écrit Intorno alla ingiustizia di alcuni giudizi letterari italiani (1816), Le Grand commentaire sur un petit article (1817), un essai sur Le Giaour de Lord Byron en 1818 et la même année un comment/introduction sur le Manfred, publié avec le tragédie de Silvio Pellico Francesca da Rimini, à l'époque Pellico était le traducteur italien de lord Byron et Le Postille contro i Cenni critici sulla poesia romantica del Londonio

## Archives
Correspondance (1806-1820):
- 2 lettres à [Michele] Daverio, Milano, 1806, signées "di Breme". Type de document: Correspondance; Patrimoine numérisé. Auteur: Louis De Breme.
- Lettre autographe signée à Federico Confalonieri, Milano, 16 maggio 1814, Type de document: Correspondance; Patrimoine numérisé.  Auteur: Louis De Breme.
- Lettre autographe signée de l'abbé Caluso à la comtesse d'Albany, Torino, 1815: éloge de V.Alfieri par Louis de Breme, Foscolo et sa traduction du "Voyage sentimental" de Sterne. Type de document: Correspondance; Patrimoine numérisé. Auteur: Caluso, Tommaso.
- 2 lettres autographes signées à Etienne Dumont. - 1816 - 1817. Dossier: Ms. Dumont 33/I Ms. Dumont 33/I, f. 318-322. Manuscrits Etienne Dumont Breme, Louis de. Breme, Louis de, [fils]. Lettre autographe signée à Etienne Dumont.
- Lettre autographe signée a Vincenzo Monti, Milano, 26 febbraio 1818, Type de document: Correspondance; Patrimoine numérisé. Auteur: Louis De Breme.
- Lettre autographe signée en française à Jean Charles Léonard Simonde de Sismondi, Milano, 8 luglio 1818: «Nous sommes d'accord sur Ies Considérations de Mad. de Staél. En Italie surtout la rigueur contre Napoléon a nui au succès de l'ouvrage. On y est si élémentaires en idées sociales et en doctrines fondamentales, que même ce qu'il y a de libéraux sincères, attachaient leurs ésperances au règne d'un homme comme lui, tout en convenant de son despotisme personnel». Type de document: Correspondance; Patrimoine numérisé. Auteur: Louis De Breme
- Lettre autographe signée de Pietro Borsieri à Lodovico De Breme, Milano, 17 agosto 1818, Giovanni Rasori et sa collaboration avec "Il Conciliatore". Type de document: Correspondance; Patrimoine numérisé. Auteur: Pietro Borsieri.
- Lettre autographe signée en française à l'économiste Louis Dumont (1817). Type de document: Correspondance; Patrimoine numérisé. Auteur: Louis De Breme.
- 2 Lettres autographes signée en anglaise à le marquis de Landsdowne (Henry Petty Fitz Maurice 3° marquis de Landsdowne, 1818) Type de document: Correspondance; Patrimoine numérisé. Auteur: Louis De Breme.
- 3 Lettres autographes signée à Carlotta Marchionni (s.d.) Type de document: Correspondance; Patrimoine numérisé. Auteur: Louis De Breme

Autres documents:
- J.-Ch.-L. de Sismondi, “Notice nécrologique sur M. Louis de Brême, de Turin”, Revue Encyclopédique n.8 (octobre 1820)

## Livres
- Ludovico Di Breme, Polemiche intorno all'ingiustizia di alcuni giudizi letterari italiani. "Il Giaurro" di Lord Byron. Postille al Londonio. Introduzione e note di Carlo Calcaterra, Torino, Utet, 1928.
- Ludovico Di Breme, Il Romitorio di Sant'Ida  Inedito a cura di Piero Camporesi... Appendice di scritti biografici. Vite di Maria Antonietta, C. Beccaria, Maria Teresa, T. Valperga di Caluso, 1961.
- Ludovico Di Breme, Lettere, A cura di Piero Camporesi, Torino, Einaudi, 1966.